# Geheimnisse des Universums/Episodenliste
Diese Liste der Episoden von Geheimnisse des Universums enthält alle Episoden der Dokumentationsreihe Geheimnisse des Universums. Zwischen 2007 und 2012 entstanden in sieben Staffeln 78 Episoden mit einer Länge zwischen 45 und 60 Minuten.

## Staffel 1
| Nr. (ges.) | Nr. (St.) | Deutscher Titel                  | Originaltitel                                          | Erstausstrahlung USA | Deutschsprachige Erstausstrahlung (D) |
| ---------- | --------- | -------------------------------- | ------------------------------------------------------ | -------------------- | ------------------------------------- |
| 1          | 1         | Die Sonne                        | Secrets of the Sun                                     | 29. Mai 2007         |                                       |
| 2          | 2         | Mars – Der Rote Planet           | Mars: Secrets Of The Red Planet                        | 5. Juni 2007         |                                       |
| 3          | 3         | Gefahren im Weltall              | The End Of The Earth: Deep Space Threats To Our Planet | 12. Juni 2007        |                                       |
| 4          | 4         | Jupiter – Gigant im Sonnensystem | Jupiter: The Giant Planet                              | 12. Juni 2007        |                                       |
| 5          | 5         | Der Mond                         | The Moon                                               | 26. Juni 2007        |                                       |
| 6          | 6         | Raumschiff Erde                  | Spaceship Earth                                        | 10. Juli 2007        |                                       |
| 7          | 7         | Merkur und Venus                 | The Inner Planets: Mercury & Venus                     | 17. Juli 2007        |                                       |
| 8          | 8         | Saturn – Der Herr der Ringe      | Saturn: Lord Of The Rings                              | 24. Juli 2007        |                                       |
| 9          | 9         | Fremde Galaxien                  | Alien Galaxies                                         | 31. Juli 2007        |                                       |
| 10         | 10        | Der Stern                        | Life & Death Of A Star                                 | 7. Aug. 2007         |                                       |
| 11         | 11        | Die äußeren Planeten             | The Outer Planets                                      | 14. Aug. 2007        |                                       |
| 12         | 12        | Gefährliche Weiten               | Most Dangerous Places In The Universe                  | 21. Aug. 2007        |                                       |
| 13         | 13        | Auf der Suche nach E.T.          | Aliens (Search For ET)                                 | 28. Aug. 2007        |                                       |
| 14         | 14        | Der Urknall                      | Beyond The Big Bang                                    | 4. Sep. 2007         |                                       |

## Staffel 2
| Nr. (ges.) | Nr. (St.) | Deutscher Titel                            | Originaltitel                 | Erstausstrahlung USA | Deutschsprachige Erstausstrahlung (D) |
| ---------- | --------- | ------------------------------------------ | ----------------------------- | -------------------- | ------------------------------------- |
| 15         | 1         | Die zweite Erde (Fremde Planeten)          | Alien Planets                 | 27. Nov. 2007        |                                       |
| 16         | 2         | Kosmische Löcher                           | Cosmic Holes                  | 4. Dez. 2007         |                                       |
| 17         | 3         | Die dunkle Seite des Mondes                | Mysteries Of The Moon         | 11. Dez. 2007        |                                       |
| 18         | 4         | Die Milchstraße                            | The Milky Way                 | 18. Dez. 2007        |                                       |
| 19         | 5         | Unerforschte Monde                         | Alien Moons                   | 8. Jan. 2008         |                                       |
| 20         | 6         | Dunkle Materie und dunkle Energie          | Dark Matter, Dark Energy      | 15. Jan. 2008        |                                       |
| 21         | 7         | Astrobiologie                              | Astrobiology                  | 29. Jan. 2008        |                                       |
| 22         | 8         | Reiseziel: Weltraum                        | Space Travel                  | 5. Feb. 2008         |                                       |
| 23         | 9         | Supernovae                                 | Supernovas                    | 12. Feb. 2008        |                                       |
| 24         | 10        | Sternbilder                                | Constellations                | 19. Feb. 2008        |                                       |
| 25         | 11        | Unerklärliche Phänomene                    | Unexplained Mysteries         | 26. Feb. 2008        |                                       |
| 26         | 12        | Kosmische Kollisionen                      | Cosmic Collisions             | 4. März 2008         |                                       |
| 27         | 13        | Neue Lebensräume                           | Colonizing Space              | 11. März 2008        |                                       |
| 28         | 14        | Nebulae                                    | Nebulas                       | 1. Apr. 2008         |                                       |
| 29         | 15        | Sturm im All                               | Wildest Weather In The Cosmos | 8. Apr. 2008         |                                       |
| 30         | 16        | Galaktische Giganten (Gigantische Objekte) | Biggest Things In Space       | 15. Apr. 2008        |                                       |
| 31         | 17        | Gravitation (Schwerkraft)                  | Gravity                       | 22. Apr. 2008        |                                       |
| 32         | 18        | Die Apokalypse                             | Cosmic Apocalypse             | 29. Apr. 2008        |                                       |

## Staffel 3
| Nr. (ges.) | Nr. (St.) | Deutscher Titel              | Originaltitel             | Erstausstrahlung USA | Deutschsprachige Erstausstrahlung (D) |
| ---------- | --------- | ---------------------------- | ------------------------- | -------------------- | ------------------------------------- |
| 33         | 1         | Gefahren der Raumfahrt       | Deep Space Disasters      | 11. Nov. 2008        |                                       |
| 34         | 2         | Paralleluniversen            | Parallel Universes        | 18. Nov. 2008        |                                       |
| 35         | 3         | Lichtgeschwindigkeit         | Light Speed               | 25. Nov. 2008        |                                       |
| 36         | 4         | Fortpflanzung im All         | Sex In Space              | 2. Dez. 2008         |                                       |
| 37         | 5         | Außerirdische Lebensformen   | Alien Faces               | 9. Dez. 2008         |                                       |
| 38         | 6         | Kometen und Meteore          | Deadly Comets And Meteors | 16. Dez. 2008        |                                       |
| 39         | 7         | Überleben im Weltall         | Living In Space           | 23. Dez. 2008        |                                       |
| 40         | 8         | Zeitbombe im All             | Stopping Armageddon       | 6. Jan. 2009         |                                       |
| 41         | 9         | Eine neue Erde?              | Another Earth             | 13. Jan. 2009        |                                       |
| 42         | 10        | Unglaubliche Erscheinungen   | Strangest Things          | 27. Jan. 2009        |                                       |
| 43         | 11        | Im Gravitationsfeld der Erde | Edge Of Space             | 3. Feb. 2009         |                                       |
| 44         | 12        | Kosmische Phänomene          | Cosmic Phenomena          | 3. Feb. 2009         |                                       |

## Staffel 4
| Nr. (ges.) | Nr. (St.) | Deutscher Titel                                  | Originaltitel                  | Erstausstrahlung USA | Deutschsprachige Erstausstrahlung (D) |
| ---------- | --------- | ------------------------------------------------ | ------------------------------ | -------------------- | ------------------------------------- |
| 45         | 1         | Todessterne                                      | Death Stars                    | 18. Aug. 2009        |                                       |
| 46         | 2         | Leben ohne den Mond (Wenn der Mond verschwindet) | The Day The Moon Was Gone      | 25. Aug. 2009        |                                       |
| 47         | 3         | Vom Himmel gefallen                              | It Fell From Space             | 1. Sep. 2009         |                                       |
| 48         | 4         | Die größten Explosionen                          | Biggest Blasts                 | 8. Sep. 2009         |                                       |
| 49         | 5         | Ringplaneten                                     | The Hunt For Ringed Planets    | 15. Sep. 2009        |                                       |
| 50         | 6         | Das Ende der Welt                                | 10 Ways To Destroy The Earth   | 22. Sep. 2009        |                                       |
| 51         | 7         | Sternenhaufen                                    | The Search For Cosmic Clusters | 29. Sep. 2009        |                                       |
| 52         | 8         | Krieg im All                                     | The Universe Space Wars        | 6. Okt. 2009         |                                       |
| 53         | 9         | Flüssiges Weltall                                | Liquid Universe                | 20. Okt. 2009        |                                       |
| 54         | 10        | Pulsare und Quasare                              | Pulsars & Quasars              | 27. Okt. 2009        |                                       |
| 55         | 11        | Fakt oder Fiktion                                | Science Fiction, Science Fact  | 3. Nov. 2009         |                                       |
| 56         | 12        | Das Gleichgewicht der Energie (Extreme Energien) | Extreme Energy                 | 10. Nov. 2009        |                                       |

## Staffel 5
| Nr. (ges.) | Nr. (St.) | Deutscher Titel                                   | Originaltitel                 | Erstausstrahlung USA | Deutschsprachige Erstausstrahlung (D) |
| ---------- | --------- | ------------------------------------------------- | ----------------------------- | -------------------- | ------------------------------------- |
| 57         | 1         | Die 7 Wunder des Sonnensystems (Das Sonnensystem) | 7 Wonders Of The Solar System | 29. Juli 2010        |                                       |
| 58         | 2         | Mission Mars                                      | Mars: The New Evidence        | 5. Aug. 2010         |                                       |
| 59         | 3         | Sonnenstürme (Magnetische Stürme)                 | Magnetic Storm                | 12. Aug. 2010        |                                       |
| 60         | 4         | Zeitreisen                                        | Time Travel                   | 19. Aug. 2010        |                                       |
| 61         | 5         | Raumsonden                                        | Secrets Of The Space Probes   | 26. Aug. 2010        |                                       |
| 62         | 6         | Gefahr aus dem All (Asteroiden)                   | Asteroid Attack               | 2. Sep. 2010         |                                       |
| 63         | 7         | Totale Sonnenfinsternis                           | Total Eclipse                 | 16. Sep. 2010        |                                       |
| 64         | 8         | Das Ende der Sonne                                | Dark Future Of The Sun        | 23. Sep. 2010        |                                       |

## Staffel 6
| Nr. (ges.) | Nr. (St.) | Deutscher Titel                                              | Originaltitel                         | Erstausstrahlung USA | Deutschsprachige Erstausstrahlung (D) |
| ---------- | --------- | ------------------------------------------------------------ | ------------------------------------- | -------------------- | ------------------------------------- |
| 65         | 1         | Kosmische Katastrophen (Planeten in Gefahr)                  | Catastrophes That Changed The Planets | 18. Okt. 2011        | 28. Feb. 2012                         |
| 66         | 2         | Jagd auf Nemesis (Nemesis)                                   | Nemesis: The Sun’s Evil Twin          | 25. Okt. 2011        | 13. März 2012                         |
| 67         | 3         | Die Entstehung des Sonnensystems (Das Sonnensystem entsteht) | How The Solar System Was Made         | 8. Nov. 2011         | 6. März 2012                          |
| 68         | 4         | Bruchlandung auf dem Mars                                    | Crash Landing On Mars                 | 22. Nov. 2011        | 20. März 2012                         |
| 69         | 5         | Hölle auf Erden                                              | Worst Days On Planet Earth            | 29. Nov. 2011        | 27. März 2012                         |
| 70         | 6         | Interstellare Reisen (UFOs und Aliens)                       | UFO: The Real Deal                    | 13. Dez. 2011        | 10. Apr. 2012                         |
| 71         | 7         | Wissenschaft und Schöpfung (Gott und das Universum)          | God And The Universe                  | 20. Dez. 2011        | 3. Apr. 2012                          |

## Staffel 7
| Nr. (ges.) | Nr. (St.) | Deutscher Titel                                       | Originaltitel              | Erstausstrahlung USA | Deutschsprachige Erstausstrahlung (D) |
| ---------- | --------- | ----------------------------------------------------- | -------------------------- | -------------------- | ------------------------------------- |
| 72         | 1         | Größen im Weltall (Größer, schneller, weiter)         | How Big, How Far, How Fast | 29. Apr. 2012        | 17. Apr. 2012                         |
| 73         | 2         | Am Rande der Milchstraße (Zuhause in der Milchstraße) | Our Place In The Milky Way | 13. Mai 2012         | 24. Apr. 2012                         |
| 74         | 3         | Kosmische Klänge                                      | Alien Sounds               | 6. Mai 2012          | 1. Mai 2012                           |
| 75         | 4         | Eisplaneten (Kosmische Kälte)                         | Deep Freeze                | 20. Mai 2012         | 8. Mai 2012                           |
| 76         | 5         | Kleinste Teilchen (Der Mikrokosmos)                   | Microscopic Universe       | 3. Juni 2012         | 15. Mai 2012                          |
| 77         | 6         | Reise eines Kometen (Kometen)                         | Ride The Comet             | 10. Juni 2012        | 22. Mai 2012                          |
| 78         | 7         | Wendepunkte der Geschichte (Kosmische Mächte)         | When Space Changed History | 17. Juni 2012        | 5. Juni 2012                          |